# 绿春蛇根草
绿春蛇根草（学名：Ophiorrhiza luchuanensis）是茜草科蛇根草属的植物，为中国的特有植物。分布于中国大陆的云南等地，多生长于林下阴湿处，目前尚未由人工引种栽培。